# Myślisz jeszcze?
Myślisz jeszcze? – album studyjny polskiego rapera Kubana. Wydawnictwo ukazało się 7 kwietnia 2017 nakładem wytwórni muzycznych Dobzi ludzie i My Music.
Pod względem muzycznym płyta łączy w sobie przede wszystkim hip-hop.
Album zadebiutował na 3. miejscu polskiej listy sprzedaży – OLiS. W 2018 płyta uzyskała certyfikat złotej płyty za sprzedaż ponad 15 tysięcy kopii.

## Lista utworów
Opracowano na podstawie materiału źródłowego.
1. „Jak na ironię” – 3:41
2. „Nie mów, że nie wiesz” – 3:21
3. „Za młodu” – 3:40
4. „Było, nie minęło” – 3:26
5. „Czego się boję” – 3:58
6. „Mamy swoje za uszami” – 3:29
7. „Nadzieja głupich”  – 3:36
8. „Flatera” – 3:22
9. „Do zoba” (gośc. The Returners) – 3:50
10. „Ich rap, a nasz rap"  – 3:57
11. „26-300” – 3:59
12. „Ex” – 3:32
13. „Dzień dla siebie” – 3:28
14. „Z tej samej gliny” – 3:39
15. „Jak gdyby nic” – 4:04
16. „Mój rap, mój interes” – 3:48
17. „Stypa” – 3:12
18. „Outro” – 1:00

## Pozycja na liście sprzedaży
| Kraj   | Lista         | Najwyższa pozycja |
| ------ | ------------- | ----------------- |
| Polska | OLiS – albumy | 3                 |